# HD 194220
HD 194220，又名BD+42 3721，SAO 49550、HR 7802，是一颗恒星，视星等为6.2，位于銀經80.46，銀緯3.32，其B1900.0坐标为赤經20h 19m 28.7s，赤緯+42° 3.32′ 38″。